# NGC 691
NGC 691 је спирална галаксија у сазвежђу Ован која се налази на NGC листи објеката дубоког неба.
Деклинација објекта је + 21° 45' 37" а ректасцензија 1h 50m 41,7s. Привидна величина (магнитуда) објекта NGC 691 износи 11,5 а фотографска магнитуда 12,3. Налази се на удаљености од 35,2000 милиона парсека од Сунца. NGC 691 је још познат и под ознакама UGC 1305, MCG 4-5-19, CGCG 482-23, CGCG 460-31, IRAS 01479+2130, PGC 6793.